# Том (персонаж)
Кот Том (англ. Tom Cat) — мультипликационный антропоморфный кот, первый главный герой мультсериала «Том и Джерри», гоняющийся за мышонком Джерри.

## Внешность
Том — серо-белый, наверное британский кот. В некоторых сериях носил одежду. Глаза желто-зелёные.

## Имя
В первом мультфильме кота зовут Джаспер, однако уже со следующего мультфильма он получил кличку Томас. Полное имя — Томас Джеймс Джаспер Патрик.

## Характер
Том является типичным домашним котом — любит долго спать, вкусно есть, проявляет интерес к знакомым кошечкам. Своей прямой обязанностью — ловлей мышей — он занимается редко и неохотно, чаще всего после того, как хозяйка его отругает за лень. Но иногда он всё же любит поохотиться на мелких животных (мышей, рыбок, птичек). За Джерри он гоняется почти всегда.
Кроме кошачьих интересов, Том показывает и вполне человеческие. Он необыкновенно интеллектуален, разбирается в кулинарии, литературе, спорте, а также феноменально хорошо играет на множестве музыкальных инструментов, иногда на нескольких сразу. Том умеет играть на фортепиано, контрабасе, гитаре, укулеле и даже дирижирует симфоническим оркестром (а позже играет за весь этот оркестр в одиночку). В «Шоу Тома и Джерри» 2014 года он согласился на требование маленького мышонка, которого сам кот пытался съесть, стать скаутом, поскольку, по его словам, это поможет получить хорошую профессию.
Умеет читать (в основном газеты и журналы, но иногда читает книги), иногда слушает радио и смотрит телевизор. Любит повеселиться на вечеринках. Один раз кот показан преподавателем (хоть и ненадолго). Иногда Тома можно увидеть за активным отдыхом — он играет в бейсбол, теннис, гольф, бильярд, боулинг, и другие виды спорта, занимается рыбалкой, ходит на пляж купаться и загорать.
Тому не чужды вредные привычки — он иногда курит, причём как сигары, так и сигареты, в нескольких сериях напивался (пусть даже сам того не желая) или показан уже пьяным. Том празднует праздники: День благодарения, Рождество, День независимости США.
В отношениях с кошками Том тоже проявляет человеческие черты: изображает элегантного джентльмена, устраивает романтические ужины, поёт серенады, дарит цветы, украшения, конфеты. При этом на личном фронте в силу своей интеллигентности он обычно проигрывает дворовым котам, таким, как Бутч, Топси и Молниеносный. В одной серии он проиграл отношение с дворовым котом Обалдуем.
(Кот Джордж появился как камео (первое появление) в серии «Кузен Джерри» (он был избитым и лежащим в куче котов между белым и рыжим котами) и в (второе и последнее появление) серии «Робкий полосатый брат»)
Том боится призраков.

## Хозяева
Сначала Том жил в доме чернокожей женщины по прозвищу Мамочка-Две-Тапочки, но затем ее сменила девушка Нэнси, а в сериях 1954—1958 годов его хозяевами стала молодая пара — Джордж и Джоан. В мультфильмах Джина Дейча хозяином Тома стал молодой толстый парень 35 лет, который нередко злился на питомца (например, когда кот случайно бил хозяина или мешал ему). В «Шоу Тома и Джерри» хозяевами Тома является молодая пара — Рик и Джинджер.

## Отношения с Джерри
Большинство мультфильмов из серии «Том и Джерри» показывают вражду между ним и мышонком Джерри. Конфликт возникает чаще всего из-за желания Тома съесть мышку (иногда после приказов владельцев с угрозой выставить его на улицу) либо какой-нибудь пакости Джерри или противостояние животных начинается случайно. Почти всегда в конце мультфильма Джерри побеждает Тома с помощью хитрости и ловкости или ему помогают другие персонажи, например, бульдог Спайк.
Однако есть 13 серий, где побеждает Том (например, «The Million Dollar Cat», «The Bodyguard», «Jerry’s Diary») и 12 серий, где и Том и Джерри проигрывают оба (например, «Baby Puss», «Polka-Dot Puss», «The Framed Cat»).
Как и 23 серии, где они оба выигрывают: «The Night Before Christmas» «Dog Trouble», «Mouse in Manhattan», «The Truce Hurts», «Old Rockin’ Chair Tom», «Heavenly Puss», «The Cat and the Mermouse», «Smitten Kitten», «Triplet Trouble», «Just Ducky», «Life with Tom», «Puppy Tale», «Neapolitan Mouse», «Busy Buddies», «Happy Go Ducky», «Snowbody Loves Me», «Tom-ic Energy», «I'm Just Wild About Jerry», «Of Feline Bondage», «The A-Tom Inable Snowman», «Surf-Bored Cat» и «Purr-Chance to Dream». Впрочем, в «Mouse in Manhattan» и «Heavenly Puss» между Томом и Джерри и вовсе не происходит абсолютно никакой борьбы, так что их следует считать нейтральными. А вот в серии «Nit-Witty Kitty» несмотря на, опять же, отсутствие явной борьбы между ними, Джерри оказывается в проигрыше, а позиция Тома остаётся неясной. А в серии «Part Time Pal» в аналогичной ситуации в проигрыше оказывается Том.
В 13 сериях Том умирает (например, «Mouse Trouble», «Heavenly Puss» (это был лишь сон), «The Two Mouseketeers»), также его смерть подразумевается в серии The Duck Doctor; в 8 сериях Джерри бьёт Тома («Mouse Trouble», «The Milky Waif», «Dr. Jekyll and Mr. Mouse», «Professor Tom», «Hatch Up Your Troubles», «Safety Second», «Happy Go Ducky» и «Matinee Mouse»). В общем, Том почти всегда враждует с Джерри, но иногда дружит с ним.

## Озвучивание

Эволюция Тома

На протяжении существования персонажа его озвучило много человек:
- Кларенс Нэш (1940—1942) (голосовые эффекты)
- Уильям Ханна (1942—1958) (голосовые эффекты, потом в некоторых фильмах и мультсериалах использовали архивные записи)
- Билли Блэтчер (The Bodyguard, The Zoot Cat)
- Доуз Батлер (середина 1950-х) (голосовые эффекты)
- Аллен Свифт (серии Джина Дейча) (голосовые эффекты)
- Мэл Бланк (серии Чака Джонса) (голосовые эффекты)
- Терренс Монк (баритон в серии Чака Джонса The Cat Above and the Mouse Below)
- Фрэнк Уэлкер (Том и Джерри. Комедийное шоу, Том и Джерри в детстве)
- Джон Стивенсон (Шоу Тома и Джерри)
- Ричард Кайнд (Том и Джерри: Фильм)
- Джефф Беннетт (Том и Джерри: Волшебное кольцо)
- Билл Копп (Том и Джерри: Полет на Марс, Том и Джерри: Быстрый и пушистый)
- Спайк Брандт (серия 2005 года: Карате-гвардия; последняя серия за авторством Уильяма Ханны и Джозефа Барберы)
- Дон Браун (Приключения Тома и Джерри)

На русском: Сергей Балабанов, Александр Соловьёв, Валентин Смирнитский.
Также Том имеет очень запоминающийся крик. Он присутствовал в «Том и Джерри: Трепещи, усатый», который был озвучен Уильямом Ханной. Для эффектного исполнения были отрезаны начало и конец крика, оставляя только самую мощную часть. [значимость факта?]

## В культуре
- Южнокорейский художник Хьюнко Ли создал проект «Animatus» — макеты скелетов мультипликационных персонажей, среди которых есть скелет кота Тома и мышонка Джерри. Скелеты созданы с учётом особенностей законов мультипликации. Так у Тома передние лапы похожи больше на человеческие, чем на кошачьи. Также автором композиции приняты во внимание тот уровень травм, который получают персонажи и скелеты созданы так, чтобы могли выдерживать такие деформации. Все композиции имеют латинские биноминальные названия, подобно реальным животным. Инсталляция скелета Тома имеет название Felis Catus Animatus[33][34][35]
- В игре Cuphead при битве с боссом Верманом, во время третьей фазы нам придется сражаться с котом Катценвагеном, который выглядит как Том в сериях «Тома и Джерри» 1940-41 года (который оказывается роботом, которым управлял Верман).